# Agostino Busti

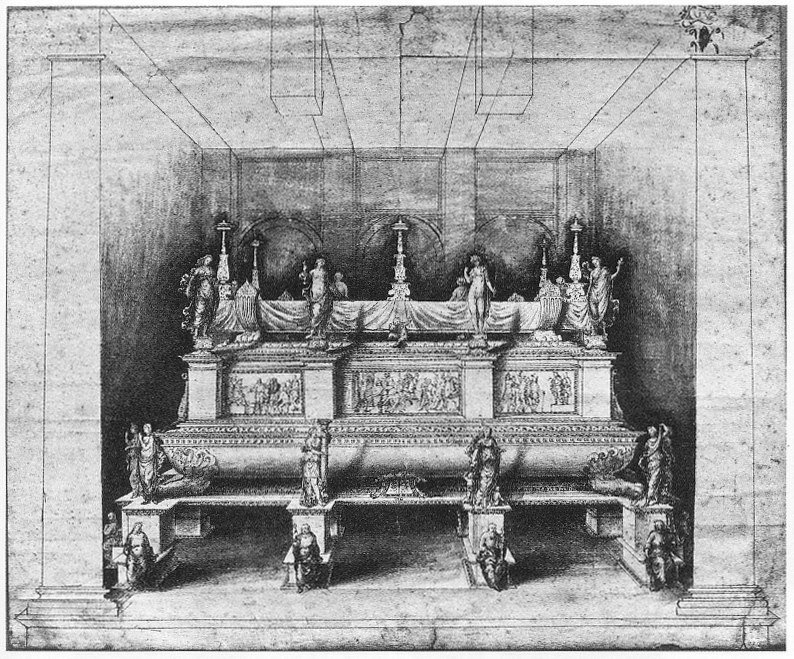
Proyecto del monumento a Gastón de Foix en la iglesia de Santa Marta de Milán, dibujo por Agostino Busti, Victoria and Albert Museum, Londres.

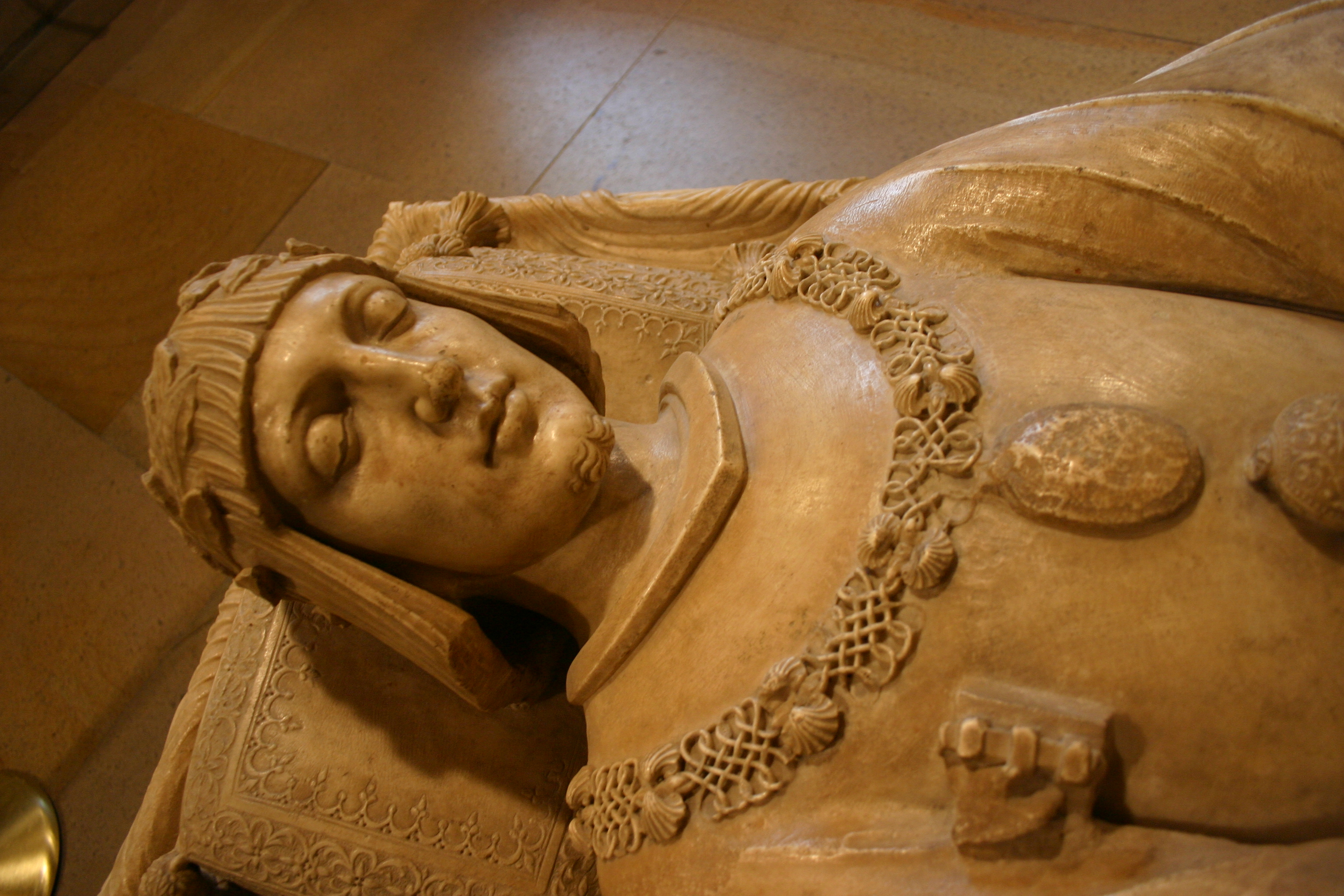
Detalle de la figura yacente de Gastón de Foix, duque de Nemours; Museo del Castillo Sforzesco, Milán.

Agostino Busti, conocido también como Il Bambaia (o Bambaja), (* ca. 1483 en Busto Arsizio; † 1548 en Milán) fue un escultor del Renacimiento, activo sobre todo en el norte de Italia.

## Vida y actividad artística
Parece que se formó en los talleres de cantería de la Cartuja de Pavía, trabajando posteriormente como tallista en la Catedral de Milán.
Pronto se especializó en la realización de monumentos funerarios, actividad por la que fue unánimemente reconocido por sus contemporáneos. Giorgio Vasari, en sus Vidas, dice en la biografía dedicada a Baccio da Montelupo:
Fue coetáneo de éste Agosto Milanese, escultor y entallador muy estimado, el cual comenzó en Santa Marta de Milán la sepultura de Monsignor de Foys, que hasta hoy se mantiene inconclusa; en la cual se aprecian muchas figuras grandes y acabadas junto a otras medianas esbozadas y otras solamente desbastadas, con muchas historias en medio relieve en pedazos, y grandísima abundancia de hojarasca y trofeos. Para los Biraghi hizo también otra tumba, terminada y erigida en San Francisco, con seis grandes figuras y el basamento historiado, con otros adornos bellísimos que atestiguan claramente la habilidad y maestría de tan valiente artífice.
La tumba descrita por Vasari en primer lugar es la de Gastón de Foix, duque de Nemours (muerto en 1512), dispersas hoy sus esculturas por  varios museos e instituciones, aunque la mayor parte se conserva en el Castillo Sforzesco de Milán, incluyendo la estatua yacente del duque y varias figuras exentas representando un apostolado. Esta obra se considera la obra maestra del artista, y fue ejecutada entre 1515 y 1523.
Son destacables en los fragmentos conservados, el aire paganizante y profano con que están concebidas las figuras (incluso las de Cristo y los apóstoles, vestidos a la romana), y la abundancia de roleos, guirnaldas, bucráneos y otros elementos tomados del repertorio grecorromano. La estatua yacente del Duque, coronado de laurel, destaca por su idealismo y la atención con que están ejectuados los pormenores. La misma concepción del monumento, pensado como una especie de catafalco coronado por la figura del Duque semioculta en un lecho con telas esculpidas y flameros, y la inclusión de relieves con escenas bélicas, es muy novedosa. En el Museo del Prado de Madrid se conservan dos relieves, un Desfile de soldados y una Alegoría triunfal, que quizá pertenecieron al conjunto. El último fue severamente dañado por la explosión de una bomba durante la Guerra civil española.

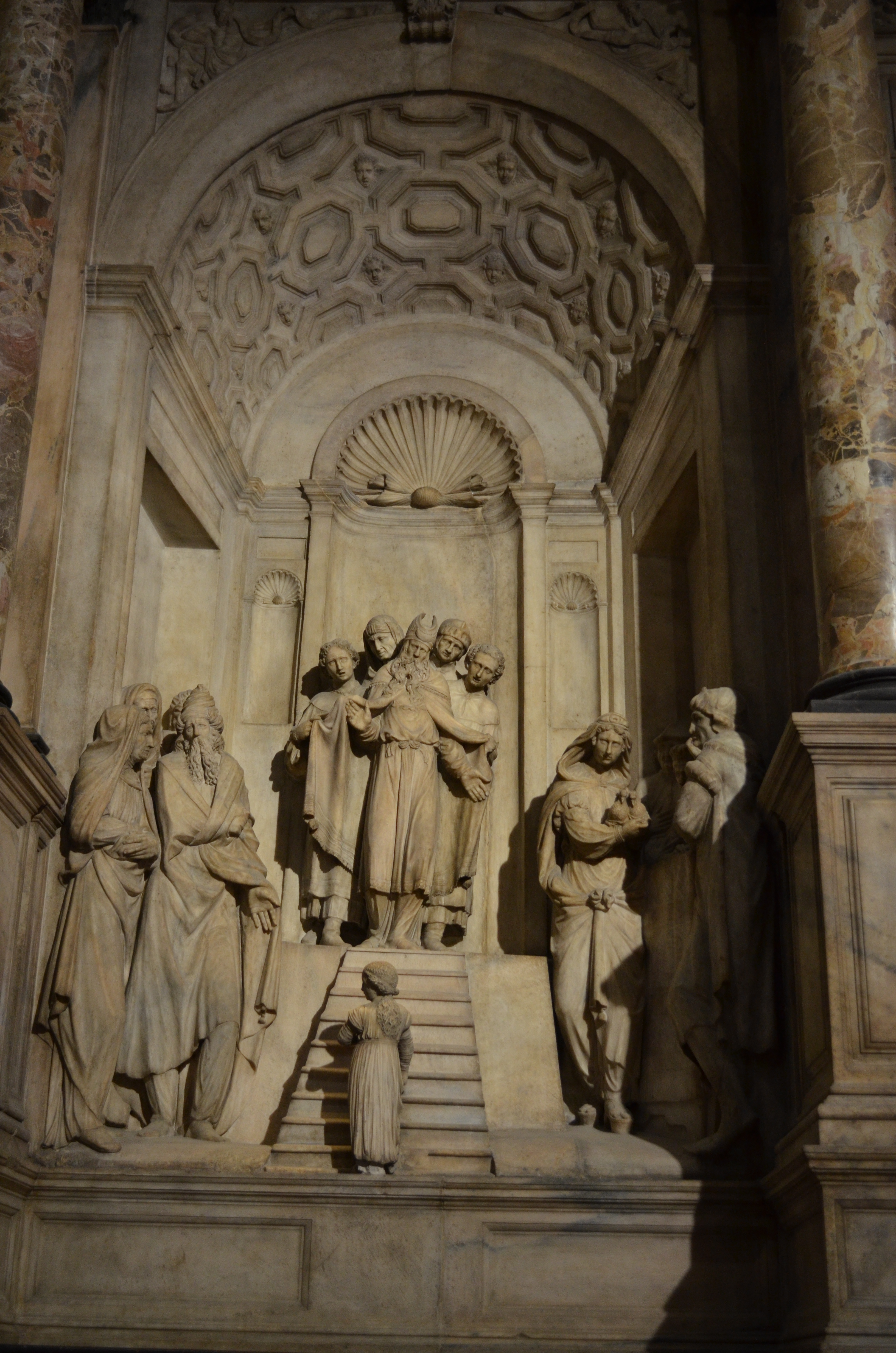
Presentación de la Virgen, Catedral de Milán.

Otras obras señaladas en la trayectoria artística de Busti fueron el sepulcro (1513) del poeta Lancino Curzio, adornado con pegasos y un relieve representando las Tres Gracias, con el finado recostado en original postura en la tapa del sepulcro; el del cardenal Marino Caracciolo (muerto en 1538), concebido a modo de retablo, en el Duomo milanés, y el monumento funerario de la familia Vimercati (1548) en el mismo templo, para el que también esculpió un retablo con la Presentación de la Virgen en una de las capillas del transepto, con un logrado efecto perspectivístico en el fondo y figuras casi de bulto redondo.
Son característicos del estilo de este artista el interés por el desnudo, la fluidez de las telas, que a menudo dejan adivinar la anatomía subyacente a modo de "paños mojados", y el virtuosismo técnico.